# Eburodacrys vidua
Eburodacrys vidua är en skalbaggsart som först beskrevs av Lacordaire 1869.  Eburodacrys vidua ingår i släktet Eburodacrys och familjen långhorningar.
Artens utbredningsområde är Uruguay. Inga underarter finns listade i Catalogue of Life.